# Maison de Philadelphie de John Coltrane
Pour les articles homonymes, voir John Coltrane.
La maison de Philadelphie de John Coltrane (John Coltrane House, en anglais) est une maison de ville victorienne de Philadelphie, aux États-Unis, où le célèbre saxophoniste américain de jazz moderne John Coltrane vécut de 1952 à sa disparition en 1967. Actuel lieu de mémoire depuis 2013, la maison est classée National Historic Landmark et Registre national des lieux historiques des États-Unis depuis 1999,.

## Historique

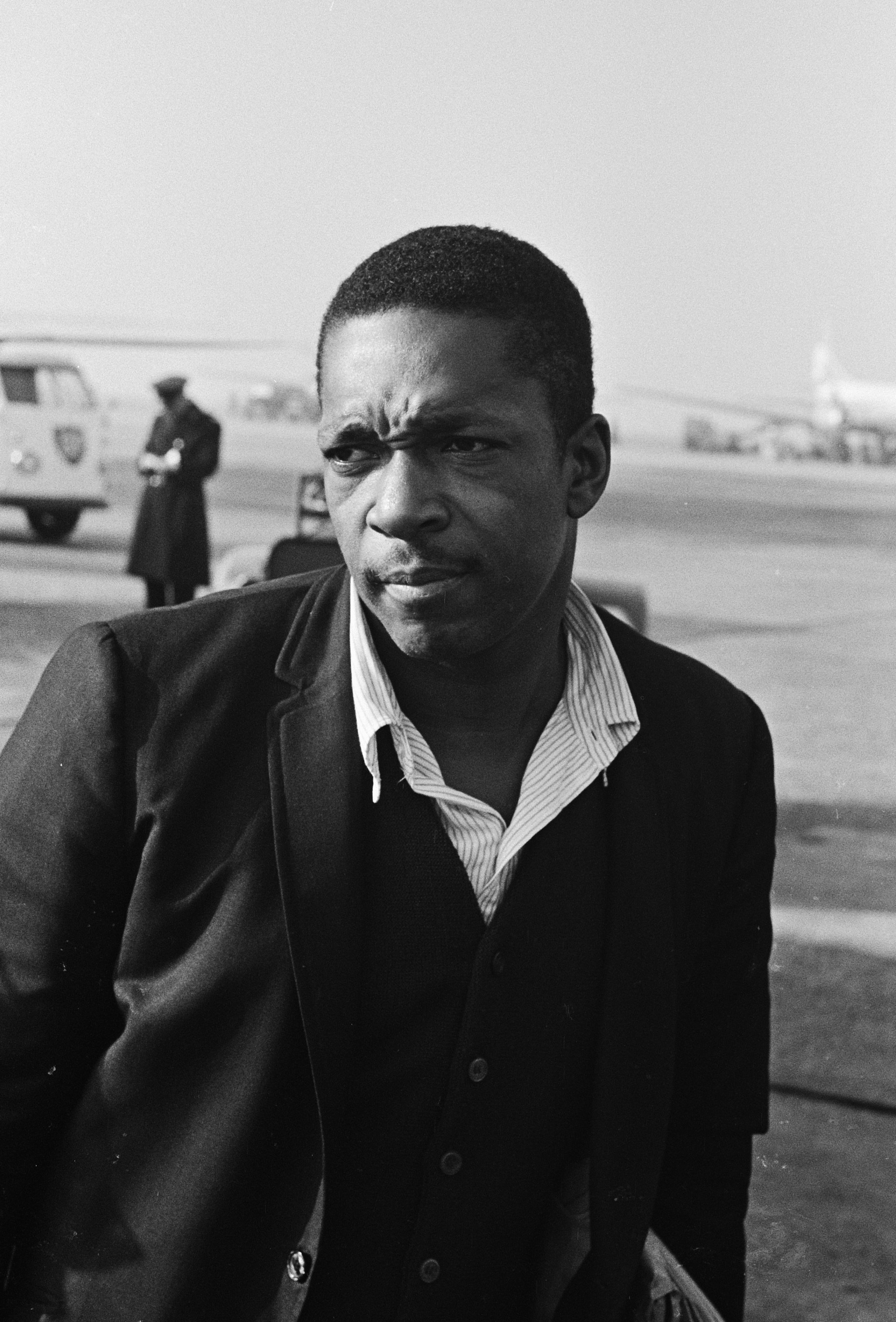
John Coltrane, en 1963

Cette maison en brique de deux étages du XXe siècle, de style maison de ville victorienne, est construite au 1511 North 33rd Street de Philadelphie, à 150 km au sud-ouest de New York.
Né en 1926 en Caroline du Nord, où il passe son enfance, John Coltrane s'installe avec sa famille à Philadephie en 1943 (à l'age de 17 ans). Il achète cette maison en 1952 (à l'age de 26 ans) pour s'y installer avec sa mère et sa famille, après avoir fait son service militaire dans un orchestre militaire de l'US Navy, et avoir commencé sa carrière de jazzman en particulier à New York avec Dizzy Gillespie, Thelonious Monk, et Miles Davis. Il rejoint Miles Davis à New York en 1958, et aménage alors dans sa nouvelle demeure John Coltrane Home (en) de Long Island. Il conserve cette maison jusqu'à la fin de sa vie, où il revient et séjourne régulièrement, avec sa mère et sa seconde épouse Alice Coltrane, jusqu'à sa disparition en 1967. Sa famille hérite de la maison et y vit jusqu'à sa revente en 2004.

## Musée du jazz John Coltrane
D'importants projets de travaux de restauration (avec des bâtiments annexes de 1998) sont entrepris à partir de 2013, pour transformer les lieux en lieu de mémoire, musée du jazz, et lieu de tourisme musical aux États-Unis,,,,,.
